# Liste des élections partielles saskatchewanaises
 (avril 2025).
 (avril 2025).
Si vous disposez d'ouvrages ou d'articles de référence ou si vous connaissez des sites web de qualité traitant du thème abordé ici, merci de compléter l'article en donnant les références utiles à sa vérifiabilité et en les liant à la section « Notes et références ».

## Liste des élections partielles

### 29elégislature(depuis 2020)
| Territoire             | Date              | Nom              | Parti | Parti | Causes    | Élu            | Parti | Parti |
| ---------------------- | ----------------- | ---------------- | ----- | ----- | --------- | -------------- | ----- | ----- |
| Regina Walsh Acres     | 10 août 2023      | Derek Meyers     |       | SK    | Décès     | Jared Clarke   |       | NPD   |
| Lumsden-Morse          | 10 août 2023      | Lyle Stewart     |       | SK    | Démission | Blaine McLeod  |       | SK    |
| Regina Coronation Park | 10 août 2023      | Mark Docherty    |       | SK    | Démission | Noor Burki     |       | NPD   |
| Saskatoon Meewasin     | 26 septembre 2022 | Ryan Meili       |       | NPD   | Démission | Nathaniel Teed |       | NPD   |
| Athabasca              | 15 février 2022   | Buckley Belanger |       | NPD   | Démission | Jim Lemaigre   |       | SK    |

### 28elégislature(2016-2020)
| Territoire         | Date              | Nom              | Parti | Parti | Causes    | Élu             | Parti | Parti |
| ------------------ | ----------------- | ---------------- | ----- | ----- | --------- | --------------- | ----- | ----- |
| Regina Northeast   | 12 septembre 2018 | Kevin Doherty    |       | SK    | Démission | Yens Pedersen   |       | NPD   |
| Swift Current      | 1er mars 2018     | Brad Wall        |       | SK    | Démission | Everett Hindley |       | SK    |
| Melfort            | 1er mars 2018     | Kevin Phillips   |       | SK    | Décès     | Todd Goudy      |       | SK    |
| Kindersley         | 1er mars 2018     | Bill Boyd        |       | SE    | Démission | Ken Francis     |       | SK    |
| Saskatoon Fairview | 7 septembre 2017  | Jennifer Campeau |       | SK    | Démission | Vicki Mowat     |       | NPD   |
| Saskatoon Meewasin | 2 mars 2017       | Roger Parent     |       | SK    | Décès     | Ryan Meili      |       | NPD   |

Bill Boyd était un ancien membre du Parti saskatchewanais

### 27elégislature(2011-2016)
| Territoire   | Date             | Nom          | Parti | Parti | Causes    | Élu           | Parti | Parti |
| ------------ | ---------------- | ------------ | ----- | ----- | --------- | ------------- | ----- | ----- |
| Lloydminster | 13 novembre 2014 | Tim McMillan |       | SK    | Démission | Colleen Young |       | SK    |

### 26elégislature(2007-2011)
| Territoire           | Date              | Nom                | Parti | Parti | Causes    | Élu                | Parti | Parti |
| -------------------- | ----------------- | ------------------ | ----- | ----- | --------- | ------------------ | ----- | ----- |
| Saskatoon Northwest  | 18 octobre 2010   | Serge LeClerc      |       | SE    | Démission | Gordon Wyant       |       | SK    |
| Saskatoon Riversdale | 21 septembre 2008 | Lorne Calvert      |       | NPD   | Démission | Danielle Chartier  |       | NPD   |
| Regina Douglas Park  | 21 septembre 2008 | Harry Van Mulligen |       | NPD   | Démission | Dwain Lingenfelter |       | NPD   |
| Cumberland           | 25 juin 2008      | Joan Beatty        |       | NPD   | Démission | Doyle Vermette     |       | NPD   |

Serge LeCLerc était un ancien membre du Parti saskatchewanais

### 25elégislature(2003-2007)
| Territoire        | Date         | Nom                  | Parti | Parti | Causes    | Élu           | Parti | Parti |
| ----------------- | ------------ | -------------------- | ----- | ----- | --------- | ------------- | ----- | ----- |
| Martensville      | 5 mars 2007  | Ben Heppner          |       | SK    | Décès     | Nancy Heppner |       | SK    |
| Weyburn-Big Muddy | 19 juin 2006 | Brenda Bakken-Lackey |       | SK    | Démission | Dustin Duncan |       | SK    |

### 24elégislature(1999-2003)
| Territoire           | Date            | Nom                | Parti | Parti   | Causes     | Élu              | Parti | Parti |
| -------------------- | --------------- | ------------------ | ----- | ------- | ---------- | ---------------- | ----- | ----- |
| Carrot River Valley  | 26 juin 2003    | Carl Kwiatkowski   |       | SK      | Décès      | Allan Kerpan     |       | SK    |
| Saskatoon Fairview   | 17 mars 2003    | Chris Axworthy     |       | NPD     | Démission  | Andy Iwanchuk    |       | NPD   |
| Battleford-Cut Knife | 17 mars 2003    | Rudi Peters        |       | SK      | Décès      | Wally Lorenz     |       | SK    |
| Kindersley           | 4 octobre 2002  | Bill Boyd          |       | SK      | Démission  | Jason Dearborn   |       | SK    |
| Saskatoon Idylwyld   | 8 novembre 2001 | Janice MacKinnon   |       | NPD     | Démission  | David Forbes     |       | NPD   |
| Saskatoon Riversdale | 19 mars 2001    | Roy Romanow        |       | NPD     | Démission  | Lorne Calvert    |       | NPD   |
| Regina Elphinstone   | 26 février 2001 | Dwain Lingenfelter |       | NPD     | Démission  | Warren McCall    |       | NPD   |
| Wood River           | 26 juin 2000    | Glen McPherson     |       | Libéral | Annulation | Yogi Huyghebaert |       | SK    |

### 23elégislature(1995-1999)
| Territoire         | Date             | Nom              | Parti | Parti   | Causes              | Élu              | Parti | Parti   |
| ------------------ | ---------------- | ---------------- | ----- | ------- | ------------------- | ---------------- | ----- | ------- |
| Saskatoon Fairview | 28 juin 1999     | Bob Mitchell     |       | NPD     | Démission           | Chris Axworthy   |       | NPD     |
| Regina Dewdney     | 28 juin 1999     | Ed Tchorzewski   |       | NPD     | Démission           | Kevin Yates      |       | NPD     |
| Cypress Hills      | 28 juin 1999     | Jack Goohsen     |       | SE      | Démission           | Wayne Elhard     |       | SK      |
| Athabasca          | 26 octobre 1998  | Buckley Belanger |       | Libéral | Changement de parti | Buckley Belanger |       | NPD     |
| Saskatoon Eastview | 24 juin 1998     | Bob Pringle      |       | NPD     | Démission           | Judy Junor       |       | NPD     |
| North Battleford   | 19 novembre 1996 | Douglas Anguish  |       | NPD     | Démission           | Jack Hillson     |       | Libéral |

Jack Goohsen est un ancien membre du Parti progressiste-conservateur

### 22elégislature(1991-1995)
| Territoire        | Date           | Nom          | Parti | Parti | Causes    | Élu           | Parti | Parti   |
| ----------------- | -------------- | ------------ | ----- | ----- | --------- | ------------- | ----- | ------- |
| Regina North West | 4 février 1994 | John Solomon |       | NPD   | Démission | Anita Bergman |       | Libéral |

### 21elégislature(1986-1991)
| Territoire             | Date             | Nom                      | Parti | Parti   | Causes    | Élu                | Parti | Parti |
| ---------------------- | ---------------- | ------------------------ | ----- | ------- | --------- | ------------------ | ----- | ----- |
| Assiniboia-Gravelbourg | 15 décembre 1988 | Ralph Goodale            |       | Libéral | Démission | John Thomas Wolfe  |       | PC    |
| Saskatoon Eastview     | 4 mai 1988       | Pierre Raymond Martineau |       | PC      | Démission | Bob Pringle        |       | NPD   |
| Regina Elphinstone     | 4 mai 1988       | Allan Blakeney           |       | NPD     | Démission | Dwain Lingenfelter |       | NPD   |

### 20elégislature(1982-1986)
| Territoire              | Date             | Nom                | Parti | Parti | Causes       | Élu             | Parti | Parti |
| ----------------------- | ---------------- | ------------------ | ----- | ----- | ------------ | --------------- | ----- | ----- |
| Regina North East       | 25 novembre 1985 | Russell Sutor      |       | PC    | Démission    | Ed Tchorzewski  |       | NPD   |
| Thunder Creek           | 27 mars 1985     | Colin Thatcher     |       | PC    | Condamnation | Richard Swenson |       | PC    |
| Prince Albert-Duck Lake | 21 février 1983  | Jerome Hammersmith |       | NPD   | Annulation   | Sid Dutchak     |       | PC    |

### 19elégislature(1978-1982)
| Territoire        | Date             | Nom                   | Parti | Parti | Causes    | Élu                | Parti | Parti |
| ----------------- | ---------------- | --------------------- | ----- | ----- | --------- | ------------------ | ----- | ----- |
| The Battlefords   | 26 novembre 1980 | Eiling Kramer         |       | NPD   | Démission | David Manly Miner  |       | NPD   |
| Kelsey-Tisdale    | 26 novembre 1980 | John Rissler Messer   |       | NPD   | Démission | Neal Herbert Hardy |       | PC    |
| Estevan           | 26 novembre 1980 | Robert Austin Larter  |       | PC    | Démission | John Otho Chapman  |       | NPD   |
| Regina North West | 17 octobre 1979  | Edward Charles Whelan |       | NPD   | Démission | John Solomon       |       | NPD   |

### 4elégislature(1917-1921)
| Territoire     | Date             | Nom                        | Parti | Parti        | Causes     | Élu                     | Parti | Parti                   |
| -------------- | ---------------- | -------------------------- | ----- | ------------ | ---------- | ----------------------- | ----- | ----------------------- |
| Weyburn        | 15 juin 1920     | Charles McGill Hamilton    |       | Libéral      | Nomination | Charles McGill Hamilton |       | Libéral                 |
| Kindersley     | 13 novembre 1919 | William Richard Motherwell |       | Libéral      | Démission  | Wesley Harper Harvey    |       | Agriculteur indépendant |
| Pelly          | 29 juillet 1919  | Max Ramsland               |       | Libéral      | Décès      | Sarah Ramsland          |       | Libéral                 |
| Weyburn        | 22 juillet 1919  | Robert Menzies Mitchell    |       | Libéral      | Démission  | Charles McGill Hamilton |       | Libéral                 |
| Estevan        | 24 octobre 1918  | George Alexander Bell      |       | Libéral      | Démission  | Robert Dunbar           |       | Libéral                 |
| Saltcoats      | 11 juillet 1918  | James Alexander Calder     |       | Libéral      | Démission  | George William Sahlmark |       | Libéral                 |
| Moose Jaw City | 10 juin 1918     | Wellington Willoughby      |       | Conservateur | Nomination | William Erskine Knowles |       | Libéral                 |
| Last Mountain  | 6 novembre 1917  | Samuel John Latta          |       | Libéral      | Nomination | Samuel John Latta       |       | Libéral                 |

### 3elégislature(1912-1917)
| Territoire       | Date             | Nom                         | Parti        | Parti        | Causes     | Élu                       | Parti | Parti        |
| ---------------- | ---------------- | --------------------------- | ------------ | ------------ | ---------- | ------------------------- | ----- | ------------ |
| Moose Jaw County | 5 décembre 1916  | John Albert Sheppard        |              | Libéral      | Démission  | John Edwin Chisholm       |       | Conservateur |
| Regina City      | 13 novembre 1916 | James Franklin Bole         |              | Libéral      | Nomination | William Melville Martin   |       | Libéral      |
| Kinistino        | 13 novembre 1916 | Edward Devline              |              | Libéral      | Démission  | Charles Avery Dunning     |       | Libéral      |
| Shellbrook       | 10 mai 1915      | Samuel James Donaldson      |              | Conservateur | Démission  | Edgar Sidney Clinch       |       | Libéral      |
| Rosthern         | 25 juin 1914     | Gerhard Ens                 |              | Libéral      | Démission  | William Benjamin Bashford |       | Libéral      |
| North Qu'Appelle | 25 juin 1914     | John Archibald McDonald     |              | Conservateur | Démission  | James Garfield Gardiner   |       | Libéral      |
| Cumberland       | 8 septembre 1913 | Siège vacant                | Siège vacant | Siège vacant | Annulation | Deakin Hall               |       | Libéral      |
| Hanley           | 28 juin 1913     | James Walter MacNeill       |              | Libéral      | Démission  | Macbeth Malcolm           |       | Libéral      |
| South Qu'Appelle | 4 décembre 1912  | Frederick W. A. G. Haultain |              | Conservateur | Nomination | Joseph Glenn              |       | Conservateur |
| Redberry         | 5 septembre 1912 | George Langley              |              | Libéral      | Nomination | George Langley            |       | Libéral      |
| Estevan          | 5 septembre 1912 | George Alexander Bell       |              | Libéral      | Nomination | George Alexander Bell     |       | Libéral      |

### 2elégislature(1908-1912)
| Territoire     | Date             | Nom                   | Parti | Parti   | Causes     | Élu                        | Parti | Parti   |
| -------------- | ---------------- | --------------------- | ----- | ------- | ---------- | -------------------------- | ----- | ------- |
| Saskatoon City | 24 décembre 1908 | Archibald Peter McNab |       | Libéral | Nomination | Archibald Peter McNab      |       | Libéral |
| Saltcoats      | 7 décembre 1908  | Thomas MacNutt        |       | Libéral | Démission  | James Alexander Calder     |       | Libéral |
| Humboldt       | 7 décembre 1908  | David Bradley Neely   |       | Libéral | Démission  | William Richard Motherwell |       | Libéral |

### 1relégislature(1905-1908)
| Territoire         | Date            | Nom                   | Parti | Parti   | Causes     | Élu                                | Parti | Parti   |
| ------------------ | --------------- | --------------------- | ----- | ------- | ---------- | ---------------------------------- | ----- | ------- |
| Prince Albert City | 12 octobre 1907 | John Henderson Lamont |       | Libéral | Nomination | William Ferdinand Alphonse Turgeon |       | Libéral |